# Lysasterias adeliae
Lysasterias adeliae är en sjöstjärneart som först beskrevs av Jean Baptiste François René Koehler 1920.  Lysasterias adeliae ingår i släktet Lysasterias och familjen trollsjöstjärnor. Inga underarter finns listade i Catalogue of Life.